# أندريه بيليتييه (سياسي)
أندريه بيليتييه هو سياسي كندي، ولد في 23 فبراير 1941. نشط حزبياً في الحزب الكيبيكي. وقد انتخب عضو الجمعية الوطنية في كيبك ‏.